# Духів
Ду́хів — село в Україні, у Кременецькій міській громаді Кременецького району Тернопільської області України.
Населення — 50 особи (2021).

## Історія
Згадується 14 січня 1443 року в книгах галицького суду.
12 червня 2020 року, відповідно до розпорядження Кабінету Міністрів України № 724-р «Про визначення адміністративних центрів та затвердження територій територіальних громад Тернопільської області», увійшло до складу Кременецької міської громади.
19 липня 2020 року, в результаті адміністративно-територіальної реформи та ліквідації Кременецького (1940-2020) району, село увійшло до складу новоутвореного Кременецького району.

## Соціальна сфера
Діє бібліотека. 

## Населення
За даними перепису населення 2001 року мовний склад населення села був таким:
| Мова       | Число ос. | Відсоток |
| ---------- | --------- | -------- |
| українська |           | 98,96    |
| російська  |           | 1,04     |

## Відомі люди

### Народилися
- Бережний Сергій Васильович — український педагог, Заслужений працівник освіти України, директор Першої української гімназії імені Миколи Аркаса в Миколаєві.
- Карпець Руслан Володимирович (1990—2020) — солдат Збройних сил України, учасник російсько-української війни.

## Галерея

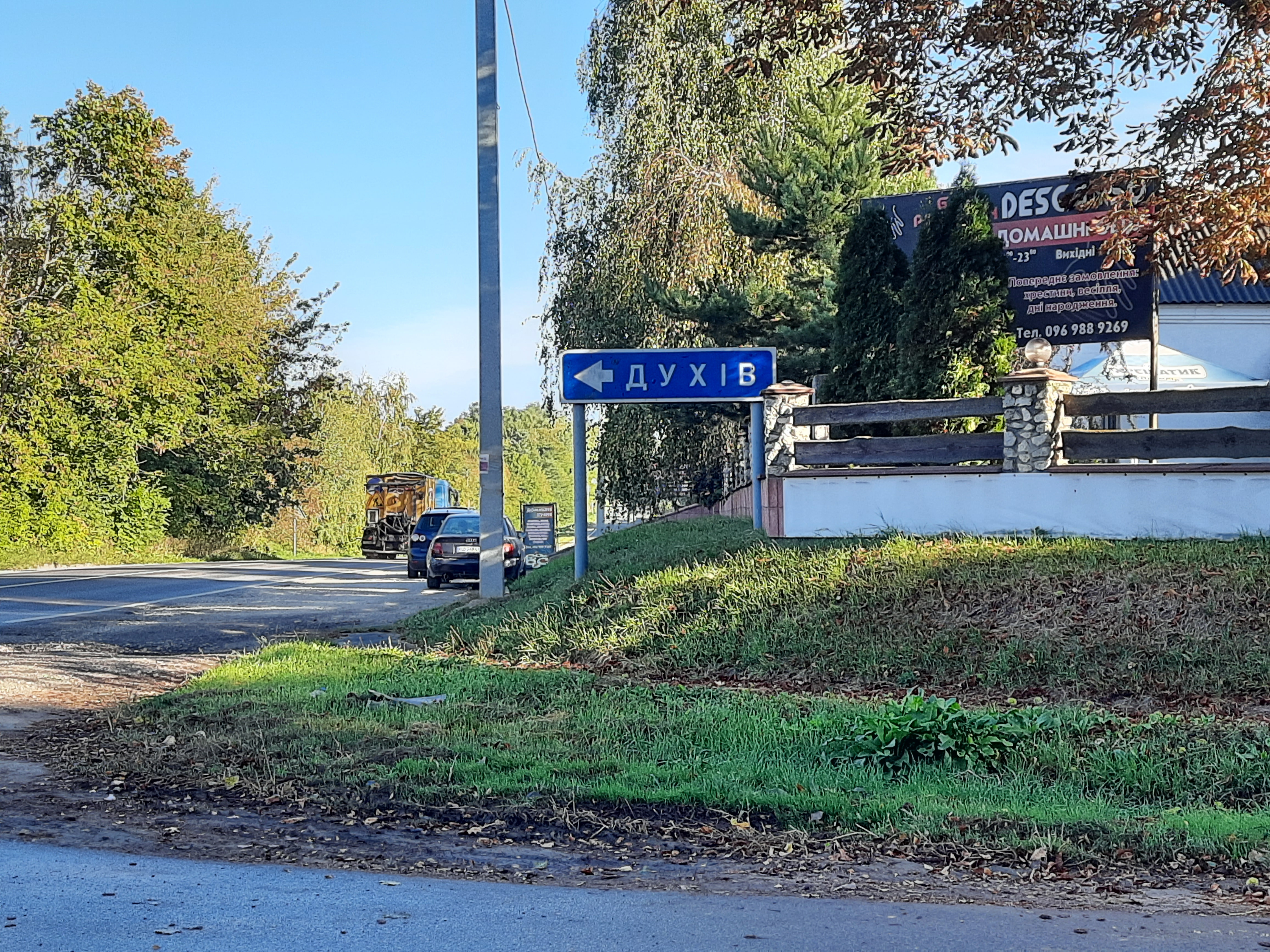
Дорожній знак при повороті на село
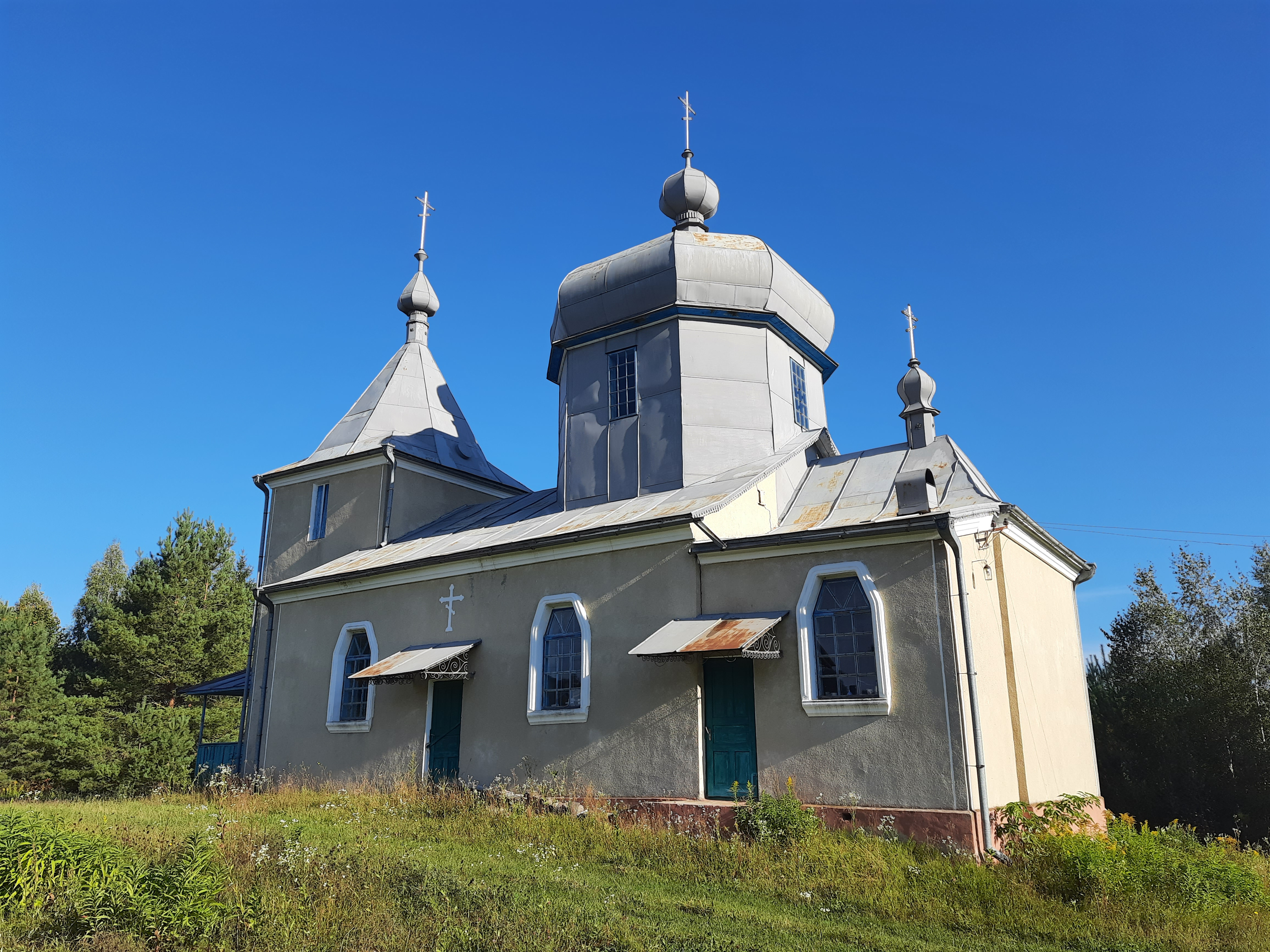
Церква Святого Духа
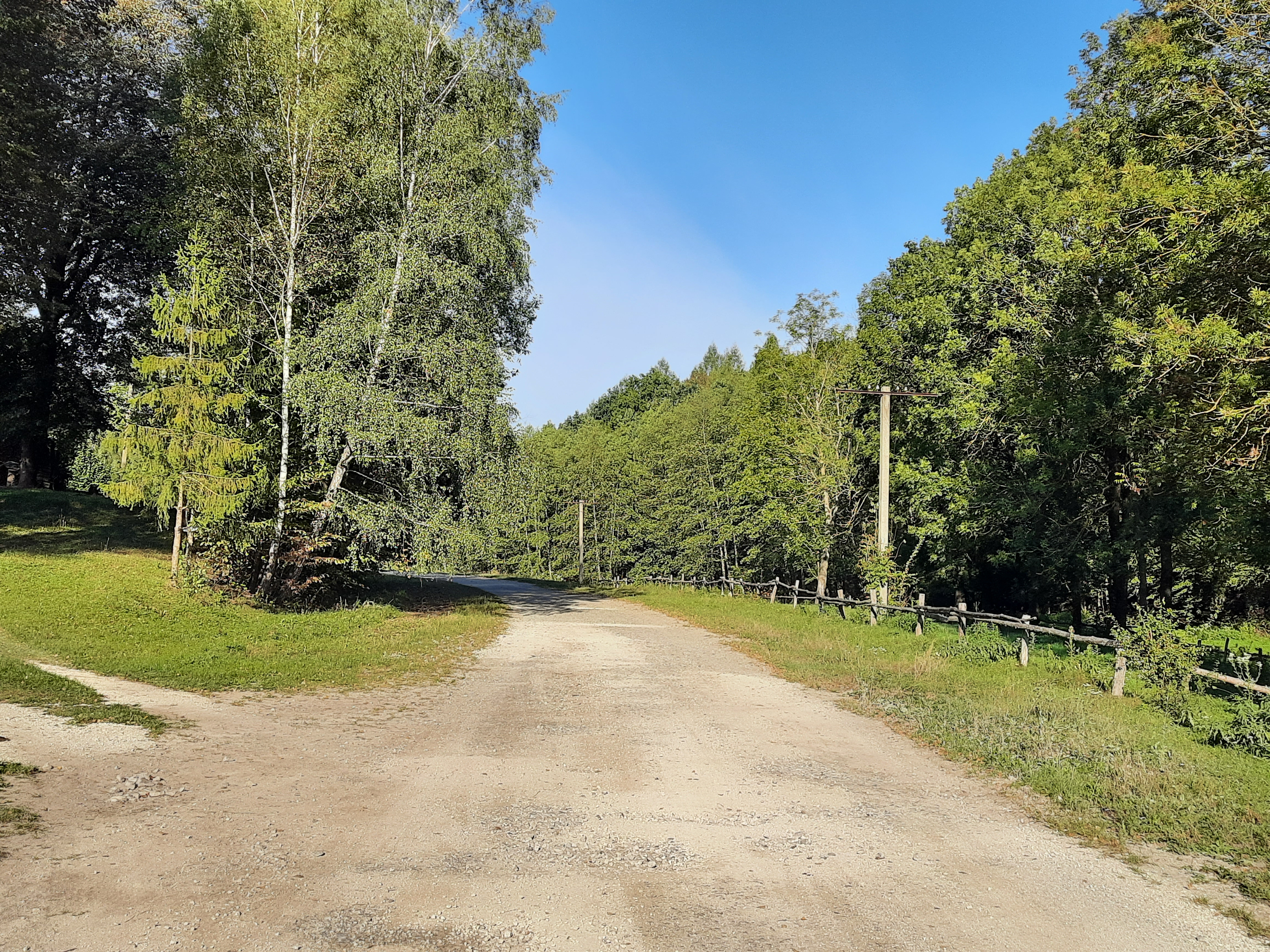
Сільська вулиця
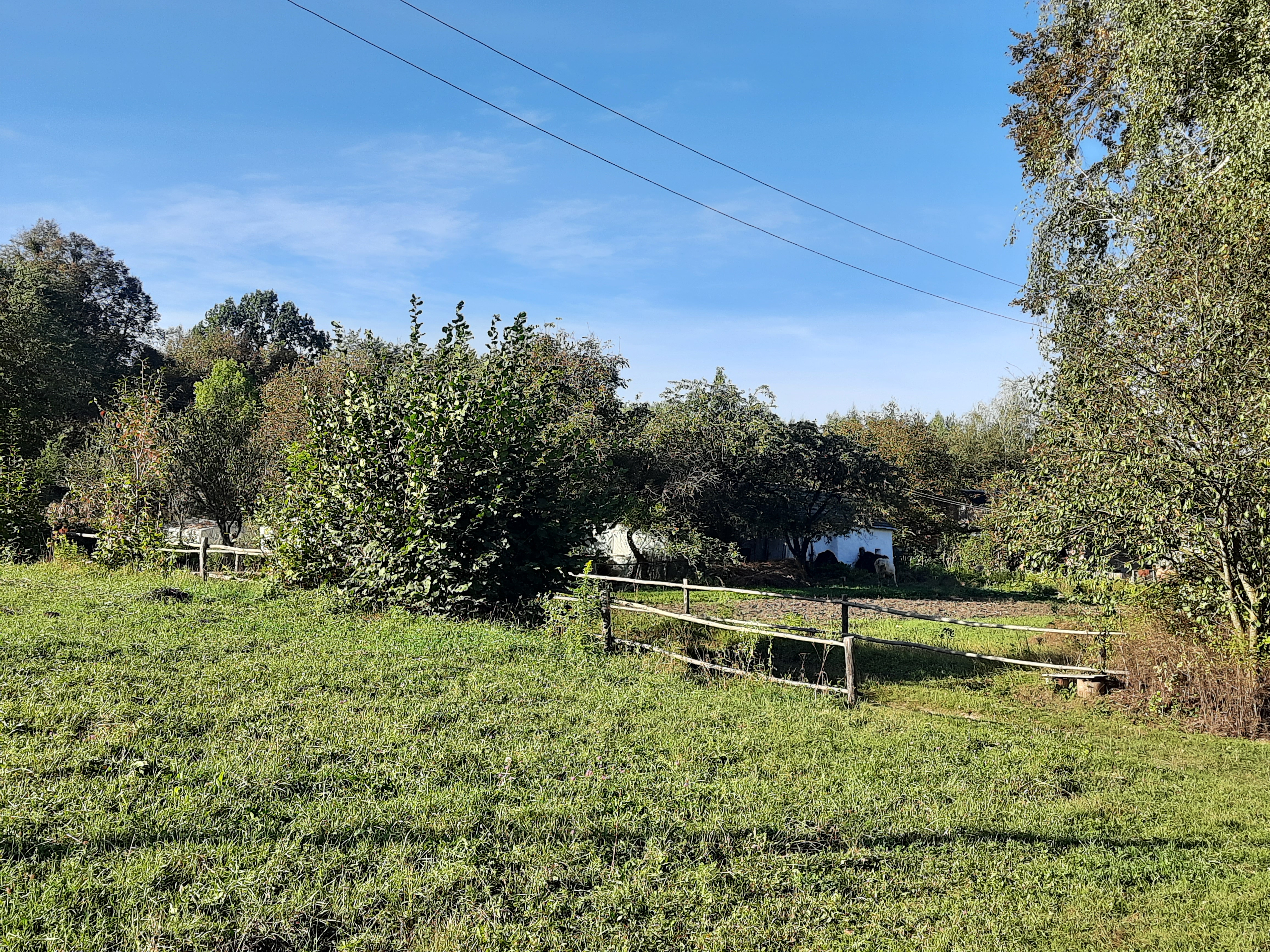
Сільський краєвид
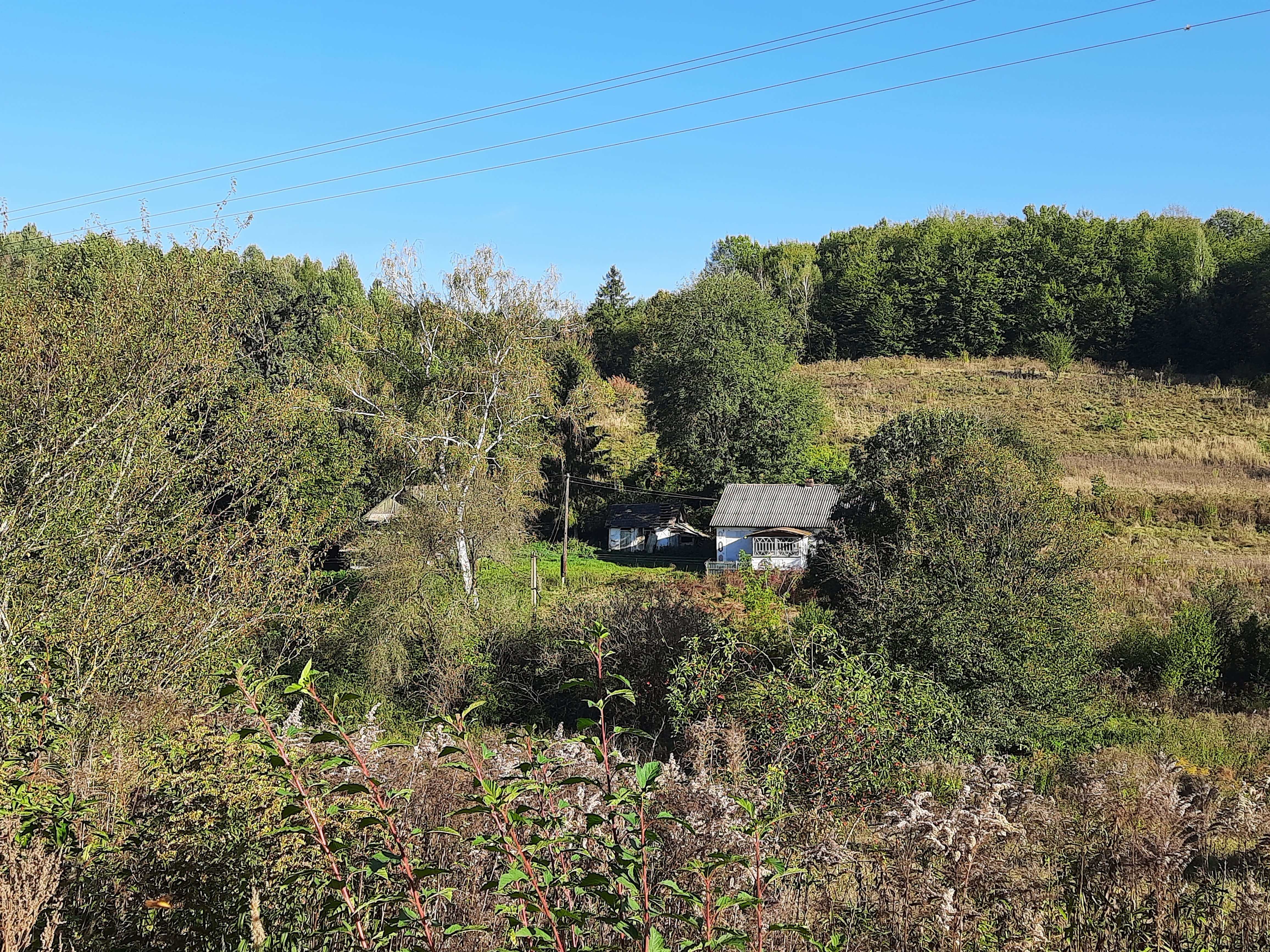
Сільський пейзаж